# Sakai Tadayo
Sakai Tadayo (酒井 忠世 14 tháng 7 năm 1572–24 tháng 4 năm 1636) là một daimyō Nhật Bản sống vào thời Sengoku. Ông từng giữ nhiều chức vụ quan trọng trong triều đình, bao gồm Rōjū và sau đó là Tairō.

## Cuộc đời
Là con trai của Sakai Shigetada, Tadayo sinh ra ở Nishio, tỉnh Mikawa; tên thời nhỏ là Manchiyo. Ông trở thành rōjū dưới thời Toyotomi Hideyoshi và Tokugawa Ieyasu. Dưới thời Hideyoshi, ông được phong làm lãnh chúa của Lâu đài Kawagoe (tỉnh Saitama ngày nay) và sau đó là Lâu đài Nagoya ở tỉnh Hizen, Kyūshū. Năm 1600, trước chiến dịch Sekigahara mang tính quyết định, ông đã chiến đấu chống lại nhà Tokugawa tại Aizu và đánh bại họ trong cuộc vây hãm Ueda. Do đó sau khi gia nhập Tokugawa trước trận Sekigahara, Sakai đã được phong làm fudai daimyō và được coi là một trong những thuộc hạ đáng tin cậy hàng đầu của Tokugawa. Ông phục vụ dưới quyền Ieyasu một thời gian và dưới quyền của tướng quân thứ hai, Tokugawa Hidetada với tư cách là một hatamoto.
Cha của Sakai qua đời năm 1617, vì vậy ông được thừa kế lãnh địa Maebashi ở tỉnh Harima của cha, trị giá 33.000 koku và được Mạc phủ đổi thành 85.000 koku. Năm 1632, sau một sự thay đổi vị trí trong bộ máy quan lại, Sakai trở thành nishi no maru rusui, được giao nhiệm vụ phụ trách các quận phía tây của Lâu đài Edo, đầu não của chính quyền Mạc phủ. Hai năm sau, các quận phía Tây bị thiêu rụi trong khi tướng quân đi vắng ở Kyoto. Sakai bị tước bỏ chức vụ và bị đày đến Kan'ei-ji.
Nhờ khiếu nại với Gosanke (người đứng đầu ba gia tộc nhánh của Tokugawa), Sakai được trở lại lâu đài vào năm 1636. Cùng với Doi Toshikatsu và Sakai Tadakatsu, ông được bổ nhiệm vào vị trí Tairō (Đại lão) mới được thành lập. Tuy nhiên, ông qua đời trong vòng vài tuần sau khi được bổ nhiệm ở tuổi 64. Con trai cả của ông là Sakai Tadayuki cũng qua đời cùng thời điểm, vì vậy người con trai tiếp theo Sakai Tadakiyo đã kế vị cha mình.